# فيرنان جاكار
فيرنان جاكار (8 أكتوبر 1907 – 15 أبريل 2008) لاعب كرة قدم سويسري راحل كان يجيد اللعب في خط الوسط.
لعب طوال مسيرته الرياضية في أندية لاتور دي بيليز وبازل.
مثل منتخب سويسرا. شارك مع منتخب سويسرا في بطولة كأس العالم 1934 في إيطاليا حيث خرج من الدور الربع النهائي.
تولى تدريب أندية بازل (1937-1939) لوكارنو (1939-1943) سيرفيت (1943-1948) كانتونال نيوشاتيل (1948-1952) كياسو (1952-1955) لوزان (1955-1957).

## وصلات خارجية
- فيرنان جاكار على موقع الاتحاد الدولي (مؤرشف)  (الإنجليزية)
- فيرنان جاكار على موقع قاعدة بيانات كرة القدم.إي يو (الإنجليزية)
- فيرنان جاكار على موقع ناشيونال فوتبول تيمز (الإنجليزية)
- فيرنان جاكار على موقع Soccerway.com (الإنجليزية)
- فيرنان جاكار على موقع عالم كرة القدم.نت (الإنجليزية)

- سيرة ذاتية